# Myotis macrotarsus
Myotis macrotarsus — вид рукокрилих роду Нічниця (Myotis).

## Поширення, поведінка
Проживання: Малайзія, Філіппіни. Це рідкісний вид, який зустрічається в печерах або безпосередній близькості від них поблизу рівня моря.